# HMS E25
HMS E25 – brytyjski okręt podwodny typu E. Zbudowany w latach 1914–1915 w William Beardmore and Company, Glasgow. Okręt został wodowany 23 sierpnia 1915 roku i rozpoczął służbę w Royal Navy 4 października 1915 roku pod dowództwem Lt. Cdr. R. B. Ramsaya. 
W 1916 roku okręt walczył na Morzu Śródziemnym w składzie Med Flotilla stacjonującej na Malcie.
Okręt został sprzedany 14 grudnia 1921 roku na Malcie.